# Yo (álbum)
Yo es el sexto álbum de estudio grabado por la cantante rumana Inna, lanzado el 31 de mayo de 2019 por Global Records y Roc Nation. Ella comenzó a trabajar en el disco en 2016, y decidió componer el material únicamente en idioma español, inspirada en un reciente viaje a América Latina. Inna ha contribuido significativamente al proceso de composición de Yo y ha colaborado ampliamente con el productor rumano David Ciente en sus canciones. Siendo un esfuerzo autodenominado experimental y fuertemente influenciado por la música gitana, Yo marca la primera vez que la cantante toma el control creativo completo de un álbum y actúa como un desvío de sus lanzamientos previos orientados al género EDM. En cuanto a las letras, a menudo canta sobre el tema del amor y presenta varios personajes femeninos vistos desde diferentes perspectivas a medida que el álbum avanza.
Tras su lanzamiento, Yo ha recibido reseñas positivas por parte de los críticos de música, quienes elogiaron su naturaleza experimental y la consiguiente expansión del arte de Inna. Para promover el disco, se lanzaron cinco sencillos desde septiembre de 2018 hasta mayo de 2019: «Ra», «Iguana», «Sin ti», «Tu manera» y «Te vas», de los cuales «Iguana» experimentó éxito comercial en Rumania, alcanzando el número cuatro en la lista Airplay 100 del país. «Ra» fue promovido por varias apariciones públicas en México y los Estados Unidos, incluyendo los Premios Telehit 2018 y la 19° Edición de los Grammy Latinos Anuales, así como por la inclusión de Inna en revistas como Rolling Stone y Vogue México y Latinoamérica. Se filmó un video musical dirigido por Bogdan Pǎun para cada una de las pistas del álbum, con la cantante encarnando a diferentes personajes femeninos durante historias independientes.

## Antecedentes y lanzamiento
El trabajo de Yo comenzó en 2016, y alrededor de 50 canciones fueron compuestas para la lista de canciones final. Después de haber realizado su primera gira oficial en Canadá y Estados Unidos hasta septiembre y octubre de 2018, Inna subió un video en su canal de YouTube el 16 de octubre, el día de su cumpleaños, titulado «YO». En el cortometraje, ella habló sobre el álbum, explicando brevemente su creación. En una entrevista, Inna reveló el lanzamiento del álbum para finales de 2018, y dijo que estaba «escuchando mucho el álbum porque estamos cambiando, eliminando versos, ajustando». En otra ocasión, Roc Nation, con quien en ese momento Inna había firmado recientemente un contrato discográfico, fue confirmada como el sello oficial del álbum en 2019.
En última instancia, la cantante anunció el lanzamiento del disco para el 31 de mayo de 2019—el cual fue distribuido por Global Records y Roc Nation —y dio a conocer su portada a través de su Instagram. Creada por Robert Obert, la imagen muestra su cuerpo desnudo con un fleco «recién cortado» frente a un collage floral diseñado con letras de las canciones de Yo. Inna también lanzó el sitio web www.yosoyinna.com para acompañar el lanzamiento del álbum y organizó una fiesta de lanzamiento en Bucarest para invitar a otras celebridades rumanas.

## Creación y composición
Durante una entrevista, Inna reveló que quería que Yo fuera completamente en español debido al «ambiente español» que había recibido durante los conciertos en Latinoamérica. Ella recuerda que «estaba en el estudio, con una cerveza, escuchando algunos instrumentos [...], empecé con algunas líneas y luego resultó muy fácil escribir las letras en español». Ella dijo además: «Nunca tuve un plan para eso, lo probamos en inglés, pero la música no funcionó tan bien». Por primera vez, la cantante tomó el control creativo completo de su propio álbum y contribuyó significativamente a la escritura. Ella comentaba que elaboró el proceso de composición de canciones: «[...] escribimos en galimatías, podría ser cualquier idioma. La base de la canción es la-la-las o palabras sin significado. Luego encontramos las palabras correctas».
Ella describió las canciones presentadas en Yo como experimentales y fuertemente influenciadas por la música gitana, un estilo diferente de sus lanzamientos anteriores. Inna vio su cambio de dirección hacia un género «eclético» e «inclasificable» como una «necesidad artística que la inspiró en el estudio». También explora varios estilos de canto, parcialmente también presente en el folclore rumano. Sobre las letras, Inna dijo que «habla mucho sobre el amor y sobre muchos personajes femeninos vistos desde diferentes perspectivas, a través de varios pares de ojos». Ella explicó que cada canción «cuenta la historia de otro personaje, otra experiencia que cree que ha vivido en otra vida». Para Yo, Inna colaboró ampliamente con la compositora Cristina Chiluiza y el productor rumano David Ciente, quien agregó sonidos orgánicos a la instrumentación de las canciones; según Inna, «ha hecho [música] de todo, desde madera, metal, sonidos de tráfico [y] un latido en el micrófono».
Yo fue visto por Valentin Mafroy de Aficia como un álbum conceptual. Las letras de la mayoría de sus canciones profundizan en el tema del amor y el empoderamiento. Otros temas se abordan en «Sí, mamá», donde Inna canta sobre los consejos de su madre sobre la fama y los falsos amigos, así como en «La vida» que habla sobre el karma y «Locura» sobre la libertad en una relación. Yo empieza con la balada sentimental «Ra», que es seguida por «Te vas», una pista house que recuerda el viejo material de Inna. El álbum continua con la pista influenciada por la salsa y club «Iguana», así como con «Locura», que presenta silbidos y ritmos acelerados en su instrumentación. Musicalmente, «Sin ti» incluye bajos, cuerdas y una guitarra española de flamenco junto con vocales de fondo y elementos de dembow. «Tu manera» es una canción pop inspirada en ritmos latinos y dance seguida por «Gitana», que combina música electrónica con ritmos de flamenco. Mientras que «Contigo» contiene elementos de la canción de Inna «Nirvana» (2017), la canción de cierre «Fuego» es guiada por una guitarra y presenta música gitana. También contiene un verso de rap en su estribillo.

## Recepción
Tras su lanzamiento, Yo ha recibido reseñas positivas por parte de los críticos de música. Paloma Díaz Espiñeira de Los 40 elogió la naturaleza experimental y «arriesgada» del álbum, citando «Tu Manera» y «Gitana» como puntos destacados. El personal de Cosmopolitan señaló a «Iguana» como la mejor canción del álbum, y declaró: «Todas las [pistas] tienen una melodía única y, al mismo tiempo, tienen el toque de Inna, lo que significa que son imposibles de escuchar sin bailar». Jonathan Currinn de CelebMix hizo eco de los pensamientos mencionados, aunque criticó ligeramente el orden de la lista de canciones. Él escribió: «['Yo'] es otra brillante colección de temas que apoyamos totalmente. Su nueva dirección, para esta era, le queda bien y se suma a su calidad de estrella internacional [...]. [Ella] acaba de probar que experimentar y probar algo nuevo sin duda vale la pena.»

## Promoción y sencillos
Se grabó un video musical para cada canción en Yo, mostrando su «estado de ánimo e historia», aunque no formando una trama general. Diez de ellos tuvieron que ser filmados en 7 días debido a conflictos de programación. Los 11 cortometrajes fueron dirigidos por Bogdan Pǎun, mientras que la producción estuvo a cargo de Loops Production y Alexandru Mureșan fue contratado como director de fotografía. En cada uno de los videoclips, Inna encarna un personaje femenino diferente y usa ropa de marcas como Dolce & Gabbana y Gucci. Ella adopta un aspecto diferente en comparación con sus videos anteriores. Se filmó un video vertical para la pista del álbum «Contigo».
Las pistas del álbum «Iguana», «La Vida», «Locura» y «Sí, Mamá» se lanzaron como sencillos promocionales en Rumania en julio de 2018. Para una campaña de Coca-Cola, botellas de Coca-Cola Zero se diseñaron con códigos QR que, cuando se escanean con un teléfono inteligente vinculado con Shazam, permiten a los usuarios descargar las canciones. «Contigo», «Fuego» y «Gitana» también fueron estrenados como sencillos promocionales en mayo de 2019. «Ra» fue lanzado como el primer sencillo del álbum el 27 de septiembre de 2018 por Global Records en Rumania. Fue promovido por varias apariciones públicas en México y Estados Unidos, incluidos los Premios Telehit 2018 y la 19.ª edición de los Premios Grammy Latinos Anuales, así como por la inclusión de Inna en revistas como Rolling Stone y Vogue México y Latinoamérica. Posteriormente, Roc Nation lanzó el sencillo internacionalmente el 2 de noviembre de 2018.
Bajo procedimientos similares, la discográfica también publicó los siguientes lanzamientos: «Iguana», «Sin ti», «Tu manera» y «Te vas» en noviembre de 2018, enero de 2019, marzo de 2019 y mayo de 2019, respectivamente. Los sencillos previos de Inna, «Me gusta» y «No Help», no fueron incluidos en Yo ya que la cantante pensó que «no tenían el ambiente que tiene todo el álbum, sentí que debía lanzar un material que sonara de manera diferente». «Iguana» experimentó éxito comercial en Rumania, alcanzando el puesto número cuatro en la lista Airplay 100. «Tu manera» fue incluido en la banda sonora de la serie de televisión estadounidense Grand Hotel.

## Lista de canciones
| Yo – Edición estándar |             |                                                     |                                             |          |  |
| N.º                   | Título      | Escritor(es)                                        | Productor(es)                               | Duración |  |
| 1.                    | «Ra»        | Elena Alexandra Apostoleanu Cristina Maria Chiluiza | Sebastian Barac Marcel Botezan David Ciente | 2:55     |  |
| 2.                    | «Te vas»    | Apostoleanu Chiluiza                                | Ciente Barac Botezan Alex Cotoi             | 3:12     |  |
| 3.                    | «Iguana»    | Apostoleanu Chiluiza                                | Ciente                                      | 2:41     |  |
| 4.                    | «La vida»   | Apostoleanu Chiluiza                                | Ciente                                      | 2:37     |  |
| 5.                    | «Locura»    | Apostoleanu Chiluiza                                | Ciente                                      | 3:27     |  |
| 6.                    | «Sí, mamá»  | Apostoleanu Chiluiza                                | Ciente                                      | 2:48     |  |
| 7.                    | «Sin ti»    | Apostoleanu Chiluiza                                | Ciente                                      | 2:49     |  |
| 8.                    | «Tu manera» | Apostoleanu Chiluiza                                | Ciente                                      | 2:45     |  |
| 9.                    | «Gitana»    | Apostoleanu Chiluiza                                | Ciente                                      | 3:01     |  |
| 10.                   | «Contigo»   | Apostoleanu Chiluiza                                | Ciente                                      | 3:12     |  |
| 11.                   | «Fuego»     | Apostoleanu Chiluiza                                | Ciente                                      | 3:15     |  |
| Duración total: 32:41 |             |                                                     |                                             |          |  |

## Personal
Créditos adaptados de las notas de Yo y Star Gossip Magazine
- Inna: voz y composición.
- Cristina Chiluiza: composición.
- David Ciente: producción ejecutiva.
- Sebastian Barac: producción.
- Marcel Botezan: producción.
- Alex Cotoi: producción.
- Bogdan Pǎun: dirección artística.
- Alexandru Mureșan: dirección fotográfica.

## Historial de lanzamiento
| Región  | Fecha              | Formato          | Discográfica        |
| ------- | ------------------ | ---------------- | ------------------- |
| Rumania | 31 de mayo de 2019 | Descarga digital | Global              |
| Mundo   | 31 de mayo de 2019 | Descarga digital | Roc Nation          |
| Rumania | 2019               | CD               | Global • Roc Nation |